# Барон Ґрейвз

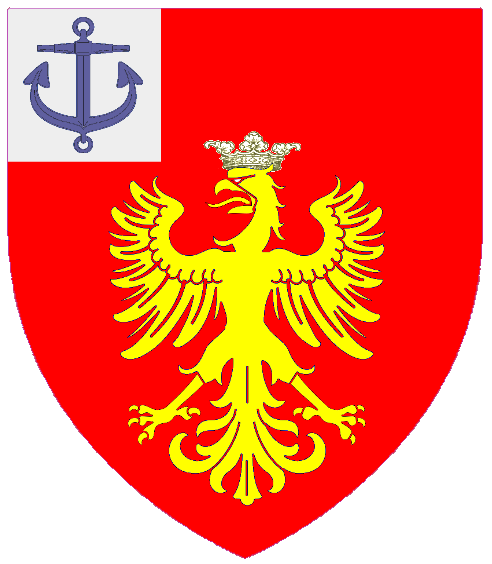
Герб баронів Грейвз.

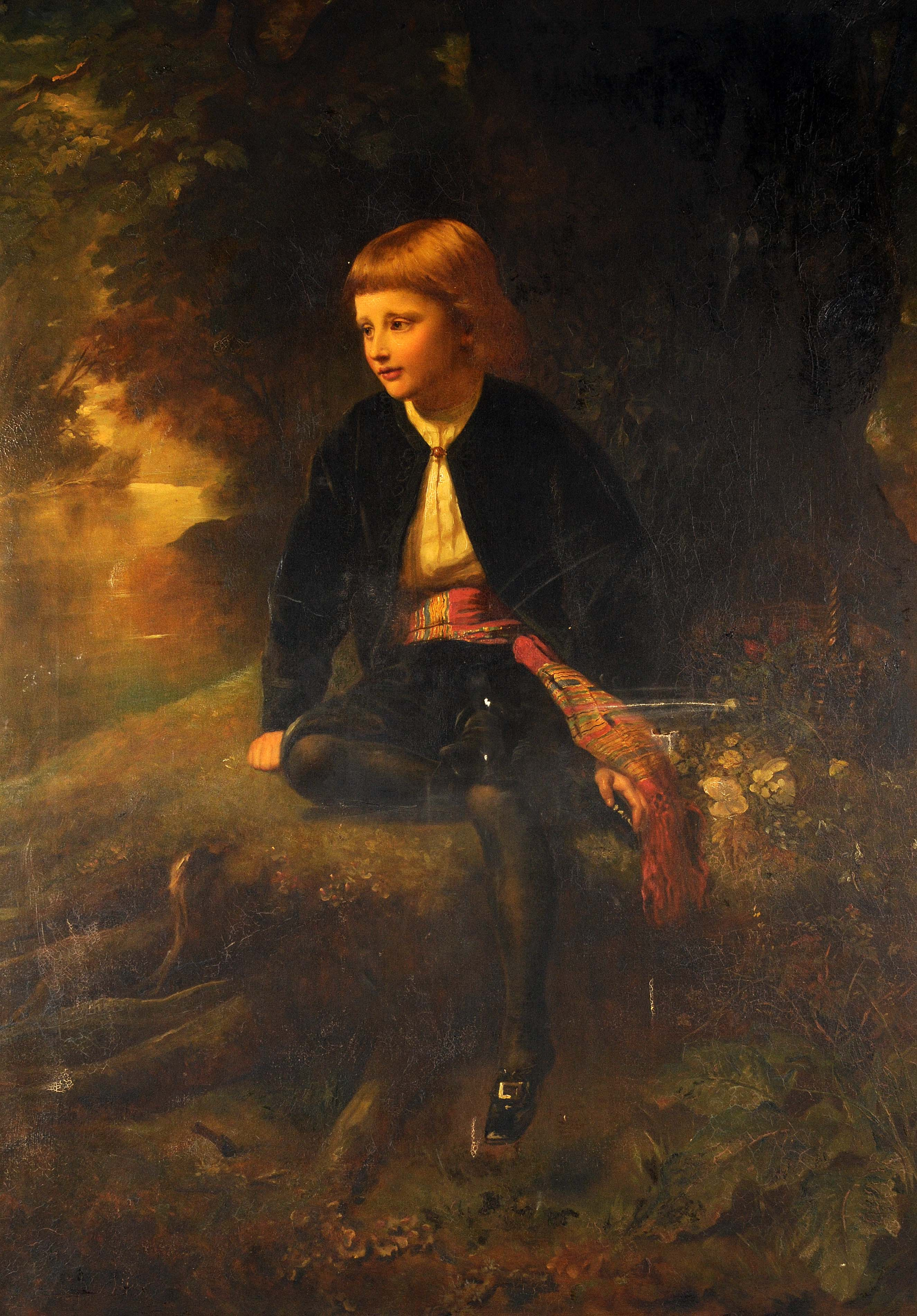
Генрі Річард Грейвз (1818 – 1883).

Барон Грейвз (англ. - Baron Graves) – аристократичний титул в перстві Ірландії. Барони Грейвз володіли землями в Грейвзенді, що в графстві Деррі. 

## Історія баронів Грейвз
Титул барона Грейвз був дарований 24 жовтня 1794 року командору британського флоту адміралу Томасу Грейвзу. Він був другим командиром в битві за Славне перше червня 1794 року. Його син успадкував титул барона Грейвз, він був депутатом парламенту Об’єднаного Королівства Великої Британії та Ірландії і представляв Окегемптон, Віндзор, Мілборн-порт. Потім титул успадкував його син, що став ІІІ бароном Грейвз. Після нього титул успадкував його син, що став IV бароном Грейвз. У 1904 році він помер і ця лінія роду перервалася. Титул успадкував його кузен Генрі Річард Грейвз, що був третім сином ІІ барона Грейвз. Але після його смерті ця лінія баронів Грейвз теж перервалася. Титул успадкував його кузен – син Клода Томаса Грейвза – третього сина його ясновельможності Генрі Річарда Грейвза. Його син успадкував титул і став VIII бароном Грейвз. Він був відомий як актор Пітер Грейвз. Коли він помер в 1994 році ця лінія баронів Грейвз теж перервалася. Титул успадкував його двоюрідний брат (кузен), що став ІХ бароном Грейвз. Він онук його ясновельможності Адольфа Едварда Педжета Грейвза, п’яитий син його ясновельможності Генрі Річарда Грейвза, третього сина другого барона Грейвз. На сьогодні титулом володіє його син, що став Х бароном Грейвз успадкувавши титул в 2002 році. Він, як і його батько, живе в далекій сонячній Австралії, далеко від берегів Смарагдового острова.    

## Барони Грейвз (1794)
- Томас Грейвз (1725 – 1802) – І барон Грейвз
- Томас Норт Грейвз (1775 – 1830) – ІІ барон Грейвз
- Вільям Томас Грейвз (1804 – 1870) – ІІІ барон Грейвз
- Кларенс Едвард Грейвз (1847 – 1904) – IV барон Грейз
- Генрі Сіріл Персі Грейвз (1847 – 1914) – V барон Грейвз
- Кларенс Персі Ріверс Грейвс (1871 – 1937) – VI барон Грейвз
- Генрі Елджернон Клод Грейвз (1877 – 1963) – VII барон Грейвз
- Пітер Джордж Веллслі Грейвз (1911 – 1994) – VIII барон Грейвз
- Евелін Педжет Грейвз (1926 – 2002) – IX барон Грейвз
- Тімоті Евелін Грейвз (1960 р. н.) – X барон Грейвз

Спадкоємця титуту немає. 